# هنري بي. الكسندر
هنري بي. الكسندر (بالإنجليزية: Henry P. Alexander)‏ (و. 1801 – 1867 م) هو سياسي أمريكي، ولد في ليتل فالس، كان عضوًا في حزب اليمين، توفي في ليتل فالس، عن عمر يناهز 66 عاماً.

## مناصب
تولى منصب عضو مجلس النواب الأمريكي
.